# Sergej Vostrikov
Sergej Leont'evič Vostrikov (in russo Сергей Леонтьевич Востриков?; Samara, 16 gennaio 1961) è un allenatore di hockey su ghiaccio ed ex hockeista su ghiaccio sovietico, che nel 1992 ha assunto la cittadinanza russa.
È stato un'ala destra di stecca sinistra.

## Carriera

### Giocatore
Ha iniziato la sua carriera nel Torpedo Togliatti (oggi HC Lada Togliatti) di Togliattigrad nella Vysšaja Liga russa (l'equivalente dell'italiana Serie A2) nella stagione 1980-81. Indosserà anche la maglia della nazionale giovanile ai campionati del mondo U-20 giocati in Svezia vinti proprio dall'URSS.
Resta al Torpedo fino alla stagione 1987-88, quando passa al Chimik Voskresensk, nella massima serie del campionato sovietico. Dopo tre stagioni passa al CSKA Mosca, autentico dominatore in quegli anni dell'hockey non solo sovietico, ma anche europeo, ma che vedeva la propria stella al tramonto. Riesce comunque ad aggiudicarsi la Coppa Spengler del 1991.
Nella stagione 1992-93 Vostrikov si trasferisce a giocare in Italia, all'Hockey Club Bolzano. Nei sette anni a Bolzano, Vostrikov vince quattro scudetti (1994-95, 1995-96, 1996-97 e 1997-98) un'Alpenliga e un Torneo 6 nazioni (rispettivamente, 1993-94 e 1994-95), oltre ad un titolo di capocannoniere (1996-97).
Nel 1999-00, nel pieno della crisi dell'hockey italiano, Vostrikov si trasferisce in Germania, nella Deutsche Eishockey-Liga (DEL), con gli Augsburger Panthers. Nel suo primo anno in Germania vince il titolo di miglior attaccante, insieme ai compagni di linea Maslennikov e Larsson.
Ha chiuso la carriera in Russia, nella Vysšaja Liga, con il Molot-Prikamie Perm nella stagione 2003-04. In 1136 partite disputate in carriera, Vostrikov ha messo a segno ben 1248 punti (640 reti e 608 assist).

#### Igor Masslennikov, compagno di linea
Il suo nome è indissolubilmente legato a quello dell'eterno compagno di linea, il centro Igor Maslennikov. I due hanno iniziato a giocare assieme nella stagione 1981-82 al Torpedo Togliatti per tre stagioni. Poi di nuovo assieme ininterrottamente nei due anni al CSKA Mosca (1990-92), nei sette all'Hockey Club Bolzano (1992-1999) e nei primi tre con gli Augsburger Panthers (1999-2002).

#### Nazionale
Vostrikov ha vestito la maglia della nazionale sovietica sia a livello giovanile (ha preso parte a un'edizione degli Europei U18, chiusi con un bronzo, ad una dei Mondiali U20, vinti, e alle Universiadi di Belluno 1985, vinte) che a livello di nazionale maggiore (ha disputato l'edizione 1988 dell'Izvestija Trophy).

### Allenatore
Nella stagione 2007-2008 e nella stagione 2010-2011 è stato assistant coach del Lada Togliatti (nel primo caso in Superliga, nel secondo in Vysšaja Chokkejnaja Liga).
Nella stagione 2016-2017 è invece stato assunto come head coach nel mese di dicembre dal Molot-Prikamie Perm (Vysšaja Chokkejnaja Liga) al posto dell'esonerato Marat Askarov. Venne confermato anche per la stagione successiva.
Per la stagione 2018-2019 passò al PSK Sakhalin, squadra russa militante nell'Asia League Ice Hockey. Con lui alla guida, la squadra vinse il campionato, e Vostrikov venne confermato. La squadra raggiunse la finale anche nella stagione 2019-2020, ma questa venne cancellata a causa della pandemia di COVID-19 del 2019-2021, e le due finaliste (Sakhalin e Anyang Halla) vennero entrambe incoronate campioni.
Nell'aprile del 2021 venne ufficializzato il suo passaggio all'Admiral Vladivostok in Kontinental Hockey League. L'esperienza in KHL tuttavia duro pochi mesi: le parti risposero il contratto nel successivo mese di agosto, prima dell'inizio della stagione.

## Palmarès

### Giocatore

#### Club
- Coppa Spengler: 1

CSKA Mosca: 1991
- Campionato italiano: 4

Bolzano: 1994-95, 1995-96, 1996-97, 1997-98
- Alpenliga: 1

Bolzano: 1993-1994
- Torneo Sei Nazioni: 1

Bolzano: 1994-1995

#### Nazionale
- Campionato mondiale di hockey su ghiaccio Under-20:

 Svezia 1984
- Campionato europeo di hockey su ghiaccio Under-18:

 Svezia 1982
- Universiade invernale:

 Belluno 1985

#### Individuale
- Capocannoniere della Serie A: 1

1996-1997 (44 punti)

### Allenatore
- Asia League Ice Hockey: 2

PSK Sakhalin: 2018-2019, 2019-2020